# Faisal al-Ghamdi
Faisal bin Abdulrahman bin Saeed al-Marq al-Ghamdi (arabisch فيصل عبد الرحمن الغامدي, DMG Faiṣal ʿAbd ar-Raḥmān al-Ġāmidī; * 13. August 2001 in Dammam) ist ein saudi-arabischer Fußballspieler.

## Karriere

### Verein
Aus der Jugend von al-Ettifaq kommend, machte er sein Debüt für die erste Mannschaft im Mai 2022 bei einem 4:0-Ligasieg über al-Taawoun. Seit der Spielzeit 2023/24 spielt er mittlerweile für al-Ittihad.

### Nationalmannschaft
Sein erstes bekanntes Spiel im Trikot der saudi-arabischen A-Nationalmannschaft hatte er am 6. Januar 2011 bei einem 2:0-Gruppenspielsieg über den Jemen während des Golfpokal 2023. Hier wurde er zur 90. Minute für Musab al-Juwayr eingewechselt. Nach einem weiteren Freundschaftsspiel und zwei Qualifikationsspieleinsätzen für die Weltmeisterschaft 2026, stand er dann auch mit im Kader bei der Asienmeisterschaft 2024, wo er beim ersten Gruppenspiel, einem 2:1-Sieg über den Oman dann auch sein Turnier-Debüt hatte.